# Beer-Lachaj-Roj
Beer-Lachaj-Roj – niezidentyfikowane przez badaczy miejsce na pustyni Negew, w którym według Księgi Rodzaju Hagar doświadczyła obecności Boga pod postacią anioła (Rdz 16,7–14), a Izaak po raz pierwszy zobaczył Rebekę (Rdz 24,62). Położone było prawdopodobnie na obszarze pomiędzy Kadesz-Barnea a Beredem.